# Katie Colclough
Katie Amanda Colclough (Grantham, 20 de enero de 1990) es una deportista británica que compitió en ciclismo en las modalidades de pista y ruta.
Ganó la medalla de oro en la prueba de contrarreloj por equipos del Campeonato Mundial de Ciclismo en Ruta de 2013. En pista obtuvo una medalla de oro en el Campeonato Europeo de Ciclismo en Pista de 2010, en la prueba de persecución por equipos.

## Medallero internacional

### Ciclismo en ruta
| Campeonato Mundial | Campeonato Mundial  | Campeonato Mundial | Campeonato Mundial       |
| Año                | Lugar               | Medalla            | Competición              |
| ------------------ | ------------------- | ------------------ | ------------------------ |
| 2013               | Florencia ( Italia) | Medalla de oro     | Contrarreloj por equipos |

### Ciclismo en pista
| Campeonato Europeo | Campeonato Europeo  | Campeonato Europeo | Campeonato Europeo      |
| Año                | Lugar               | Medalla            | Competición             |
| ------------------ | ------------------- | ------------------ | ----------------------- |
| 2010               | Pruszków ( Polonia) | Medalla de oro     | Persecución por equipos |